# Asphondylia corbulae
Asphondylia corbulae är en tvåvingeart som beskrevs av Edwin Möhn 1960. Asphondylia corbulae ingår i släktet Asphondylia och familjen gallmyggor. Inga underarter finns listade i Catalogue of Life.